# حارة حزيز (صنعاء)
حارة حزيز هي إحدى حارات حي حزيز بمديرية ضواحي الأمانة سنحان وبني بهلول إحد مديريات العاصمة اليمنية صنعاء، بلغ تعداد سكانها 5701 نسمة حسب تعداد اليمن لعام 2004.